# Dalladora de batolles

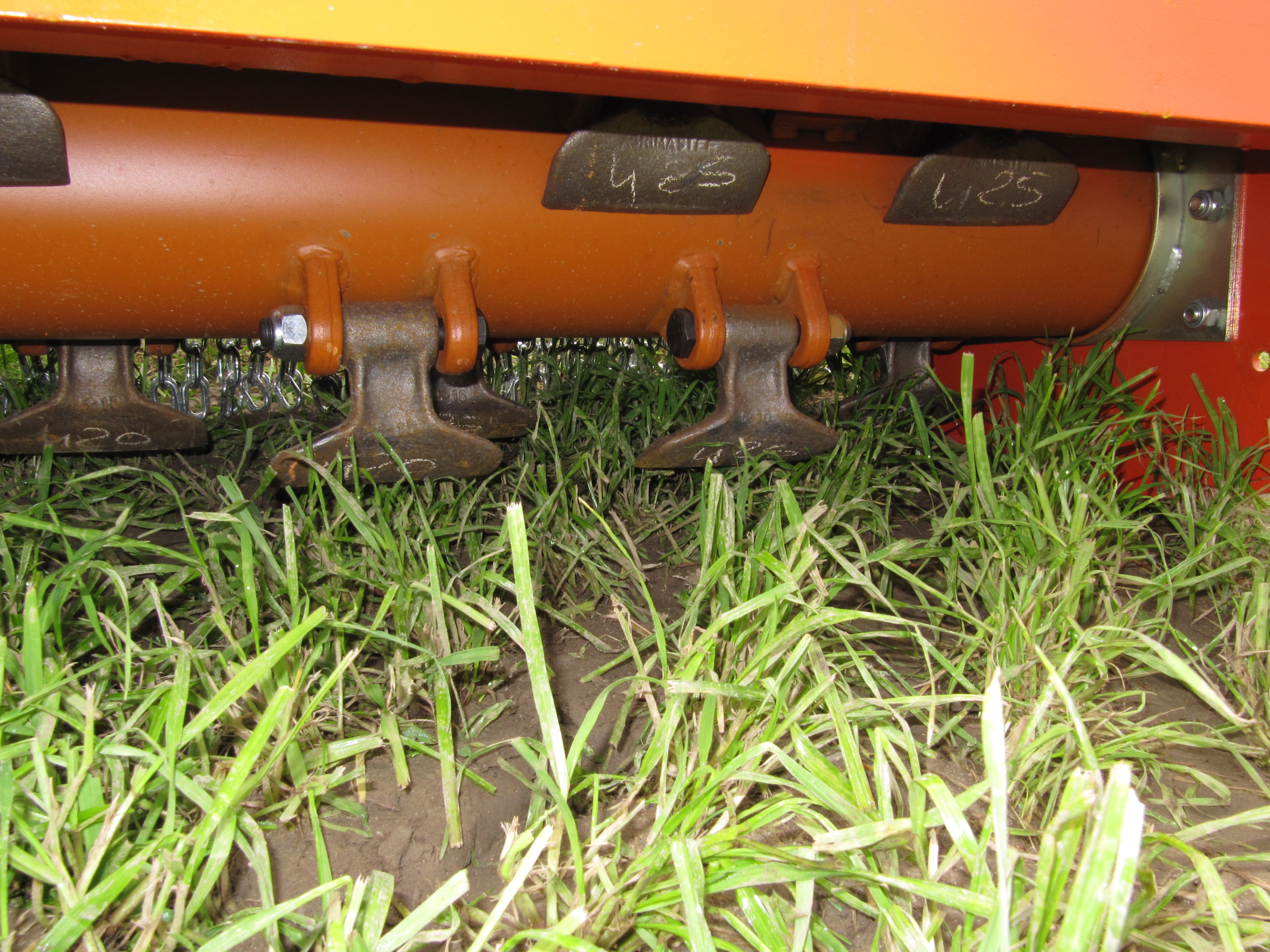
Detall d'una dalladora de batolles: batolles en el tambor giratori.

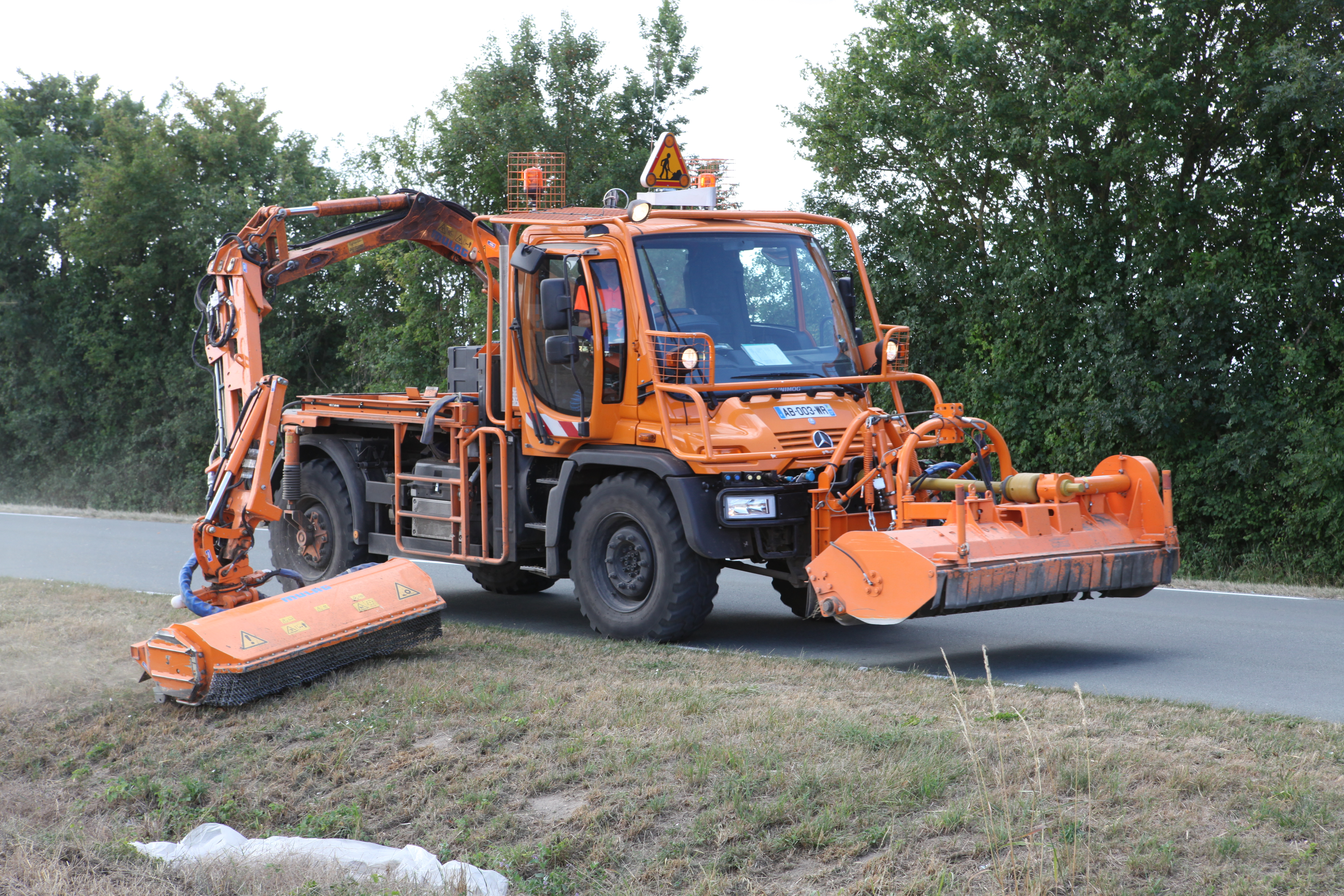
Unimog equipat amb dues dalladores de batolles, una al front, i una al final d'una bomba hidràulica.

Una dalladora de batolles és un tipus de màquina impulsada l'aplicació d'una presa de força que es pot unir als tres punts de connexió trobats a la part posterior de la majoria de tractors. Aquest tipus de segadores són les més utilitzat per proporcionar un primer tall de l'herba més alta, on el contacte amb els residus solts és possible.